# Theodoor Herman de Meester
Theodoor Herman "Theo" de Meester (ur. 16 grudnia 1851, zm. 27 grudnia 1919) – holenderski polityk, premier i minister finansów Holandii oraz administrator Kompanii Wschodnioindyjskiej. Był synem Gerrita Abrahama de Meestera (1817–1864), członka holenderskiego parlamentu i delegata Zwolle.